# Excubitorium
L'excubitorium di Trastevere era un posto di guardia dell'antica Roma ed ospitava la VII Coorte dei vigiles urbani, da cui poi prese il nome la strada su cui è posizionato l'ingresso principale.

## Scavi

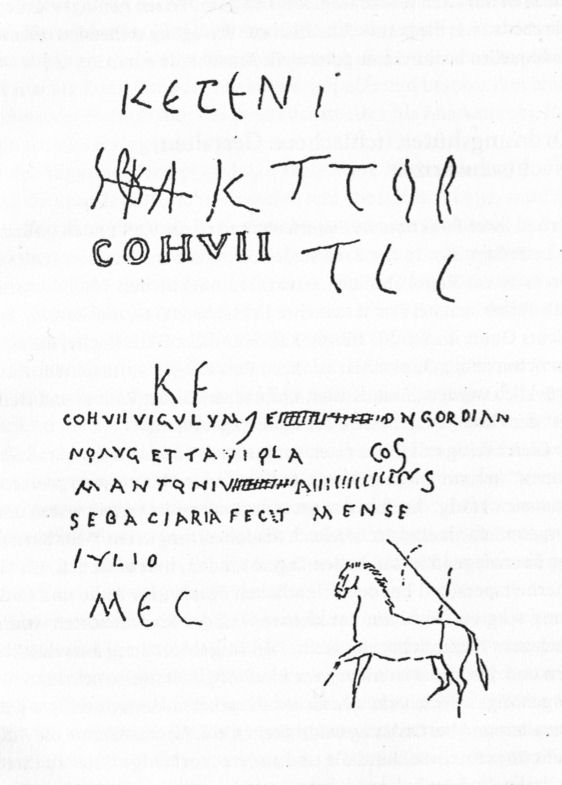
Riproduzione dei graffiti rinvenuti nell'excubitorium della VII coorte

L'edificio, situato ad 8 metri di profondità, fu scoperto tra il 1865 e il 1866 durante alcuni scavi intrapresi per alla ricerca di opere d'arte. Si prese come riferimento un antico muro situato nel giardino di un'abitazione privata in piazza Monte di Fiore Grazie alle numerose scritte sulle pareti fu piuttosto facile identificare l'edificio con la caserma della VII Coorte dei vigiles urbani istituiti da Augusto nel 6. In particolare l'edificio avrebbe avuto la funzione di excubitorium, identificabile quindi come un distaccamento del corpo di vigiles.
Dalla struttura dell'edificio è plausibile immaginare che sia stato realizzato sul finire del II secolo e che sia stato ricavato negli ambienti di un'abitazione privata, acquistata o affittata dallo Stato.
Circa 100 anni dopo la sua scoperta, nel 1966, si provvedette a ricoprire il monumento mentre nel 1986 si portarono avanti degli interventi di restauro delle pitture e delle varie decorazioni.

## Descrizione
L'ingresso al sito è fregiato da due bassorilievi: le insegne dei vigiles sormontate dallo stemma pontificio di papa Pio IX (in carica durante il ritrovamento).
L'excubitorium si compone di un'ampia sala con al centro una vasca esagonale con lati concavi e di fronte ad essa, sulla parete sud, un'elegante porta ad arco che introduceva al larario, luogo di culto per venerare il genius excubitorii, una sorta di nume tutelare dei vigiles. Il pavimento della sala principale era decorato da un grande mosaico bicromo raffigurante tritoni e mostri marini, perduto a causa dello stato di abbandono dell'edificio durante la seconda guerra mondiale.
Delle altre tre stanze quella ad ovest è stata identificata con un bagno, mentre la funzione delle altre due, poste sul lato opposto e comunicanti tra loro, rimane ignota. A nord infine si trova un piccolo deambulatorio e un vano con un dolium interrato, utilizzato per conservare razioni di grano, legumi, olio o altre cibarie.